# Bingham (Virginia Occidental)
Bingham es un área no incorporada ubicada dentro del Distrito Oeste, una división civil menor del condado de Greenbrier, Virginia Occidental, Estados Unidos. Está catalogada como un asentamiento humano por la Junta de Nombres Geográficos de los Estados Unidos.
El número de identificación (ID) asignado por el Servicio Geológico de Estados Unidos es 1553905.

## Geografía
Se encuentra a una altitud de 830 m s. n. m. (2723 pies) según el conjunto de datos de elevación nacional.